# Тихоокеанская звезда
Тихоокеа́нская звезда́ — ежедневная общественно-политическая газета, издающаяся в Хабаровском крае, одна из старейших партийных непрерывно издающихся газет Дальнего Востока.

## История
Датой основания газеты «Тихоокеанская звезда» считается 16 апреля 1920 года, когда в Дальневосточной республике, в Верхнеудинске (ныне Улан-Удэ) вышел первый номер газеты «Дальневосточная правда», органа Дальбюро ЦК РКП(б). 7 ноября 1920 года редакция газеты была переведена в столицу республики Читу, а 4 декабря 1921 года газета была переименована в «Дальневосточный путь». В 1925 году редакция газеты вместе с советским и партийным руководством Дальнего Востока переехала из Читы в Хабаровск. 2 июня 1925 года после проведения конкурса на новое название газета стала именоваться «Тихоокеанской звездой».
После того как 4 января 1926 года был создан Дальневосточный край, «Тихоокеанская звезда» стала печатным органом Дальневосточного крайкома ВКП(б) и Далькрайисполкома — официально главной газетой всего Дальнего Востока (Дальневосточный край включал также территории Камчатки, Чукотки, нынешней Магаданской области, Северного Сахалина, Амурскую область, территории Читинской области и Приморского края).
В 1928 году в центре Хабаровска, на ул. Шевченко, напротив Краеведческого музея, был построен четырёхэтажный жилой дом Товарищества работников газеты «Тихоокеанская звезда». В нём в разное время жили известные писатели, поэты, художники, в том числе Аркадий Гайдар, Пётр Комаров и Дмитрий Нагишкин. В настоящее время здание является одним из памятников архитектуры Хабаровска.
Корреспондентом газеты работал Александр Грачёв, дальневосточный писатель, автор романа «Первая просека» (о первостроителях Комсомольска, 1960), повестей «Тайна Красного озера» (приключенческая повесть о геологах, 1948), «Падение Тисима-Ретто» (приключенческая повесть об освобождении Курильских островов, 1956), и др.
В начале 1930-х годов издавалась как «Ежедневная газета Дальневосточного краевого комитета ВКП(б), Крайисполкома и Крайсовпрофа». Начиная с 1920-х годов в редакции газеты в разное время работали футурист Н. Н. Асеев, поэт П. Л. Далецкий, П. С. Комаров, писатели Д. Д. Нагишкин, Н. П. Задорнов, Ю. А. Шестакова и другие. В 1930-х годах в редакции газеты работал известный писатель Аркадий Гайдар. Во второй половине 1930-х годов многие сотрудники редакции «Тихоокеанской звезды» пострадали от политических репрессий, а главный редактор Александр Швер в 1938 году был расстрелян.
С октября 1938 года, после образования Хабаровского края, «Тихоокеанская звезда» была печатным органом Оргбюро ЦК ВКП(б) по Хабаровскому краю и Оргкомитета Президиума Верховного Совета РСФСР по Хабаровскому краю. С 22 февраля 1939 года издавалась как орган Хабаровского крайкома ВКП(б) и Оргкомитета Президиума Верховного Совета РСФСР по Хабаровскому краю, а с 14 января 1940 года — как орган Хабаровского крайкома ВКП(б) и Хабаровского краевого Совета депутатов трудящихся.
15 апреля 1970 года Указом Президиума Верховного Совета СССР «Тихоокеанская звезда» была награждена орденом Трудового Красного Знамени «за плодотворную работу по коммунистическому воспитанию трудящихся Хабаровского края, мобилизации их на выполнение задач хозяйственного и культурного строительства».
В январе 1973 года стала выходить «Хабаровская неделя» — рекламно-информационное приложение к газете тиражом до 40 000 экземпляров.
Указом Президиума Верховного Совета РСФСР от 14 апреля 1980 года газета была награждена Почётной грамотой за работу «по коммунистическому воспитанию трудящихся».
После перестройки перестала быть официальным органом краевых властей и была преобразована в общественно-политическую газету, учредителями которой стали трудовой коллектив и краевая администрация.
С 1991 года «Тихоокеанскую звезду» возглавлял избранный трудовым коллективом Сергей Анатольевич Торбин, в 1996 году также возглавивший Хабаровскую краевую организацию Союза журналистов России. С. А. Торбин скоропостижно скончался 26 декабря 2003 года, весной 2004 года его именем было названо одно из пассажирских судов Амурского речного пароходства — теплоход «Метеор-245», осуществлявший рейсы из Хабаровска в Николаевск-на-Амуре.
9 декабря 2010 года главный редактор газеты «Тихоокеанская звезда» Людмила Болдырева, возглавившая газету в 2003 году, была удостоена премии Правительства Российской Федерации 2010 года в области печатных средств массовой информации.

## Галерея

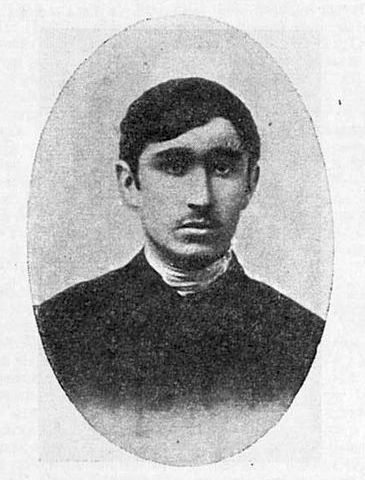
Шнеерсон (Генкин) Моисей (Максим) Шаевич (Исаевич) — первый редактор, 1920 год
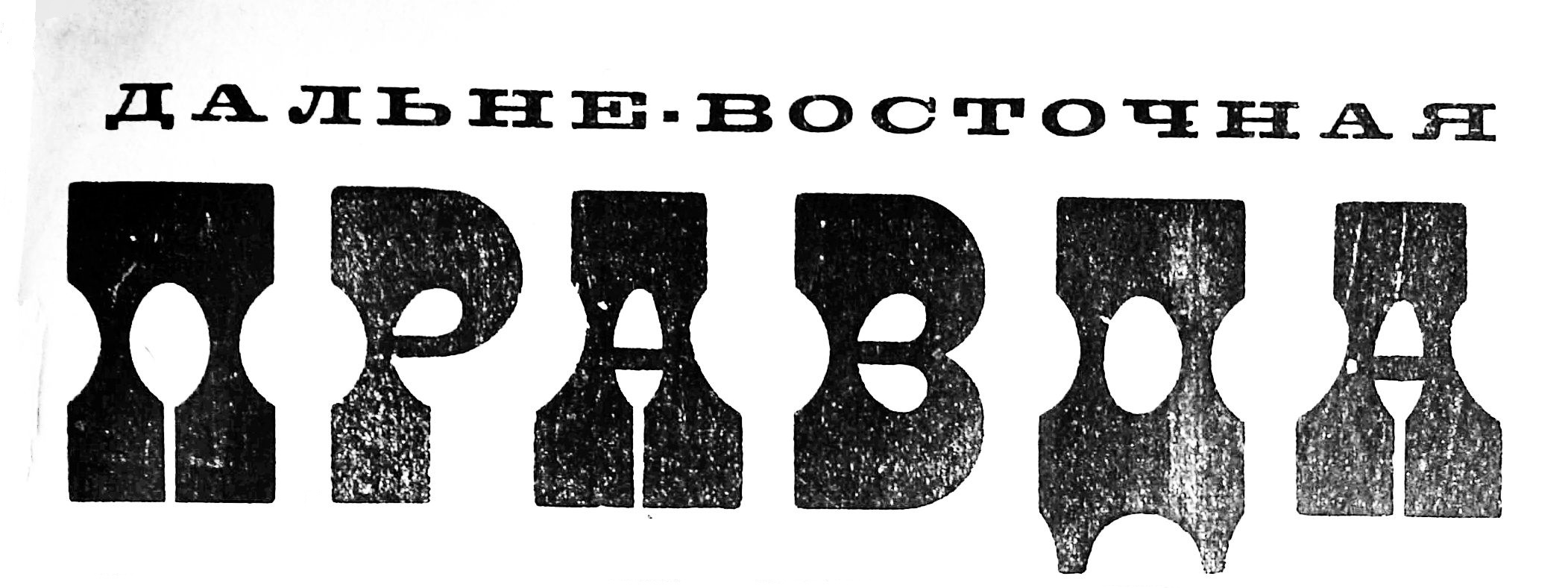
Шапка газеты «Дальневосточная правда», 1920 г.
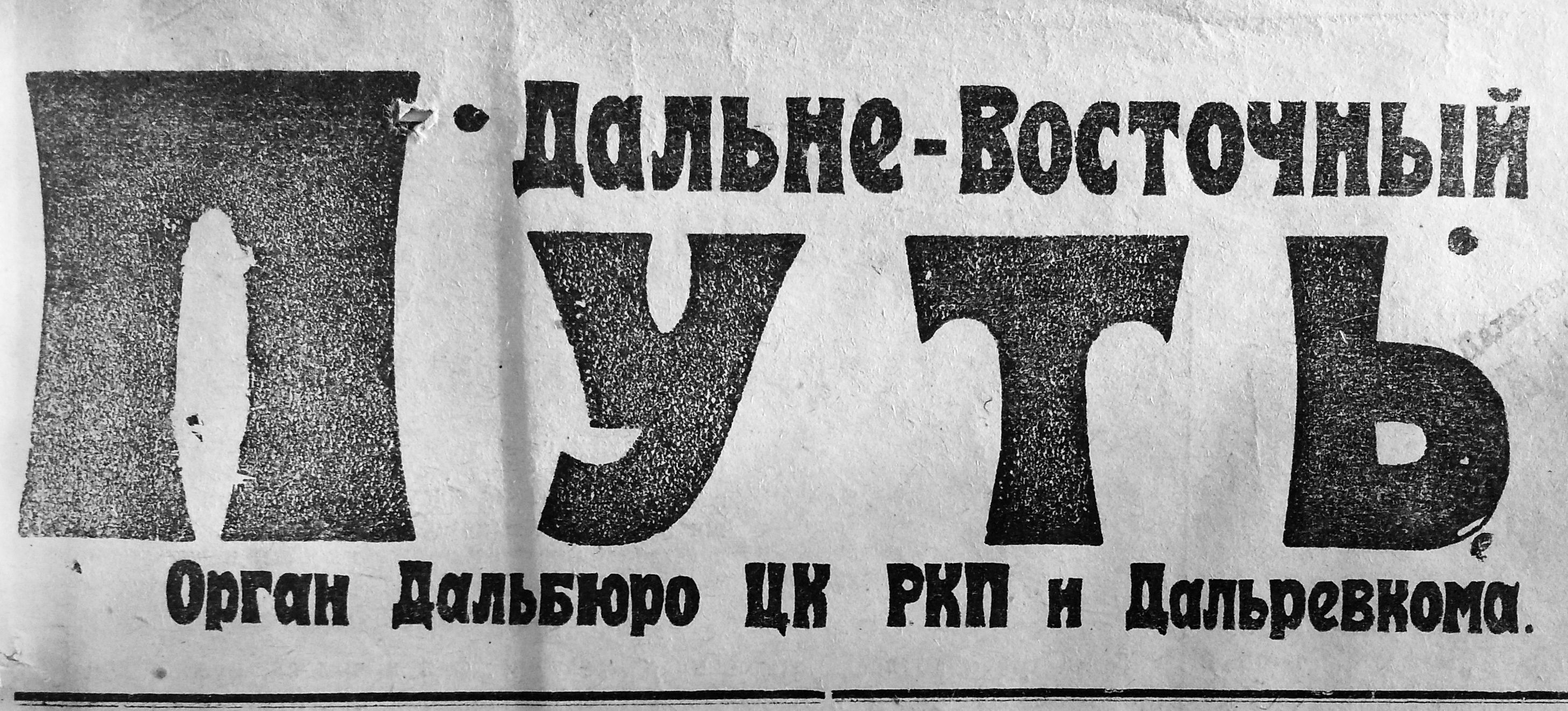
Шапка газеты «Дальневосточный путь», 1924 г.
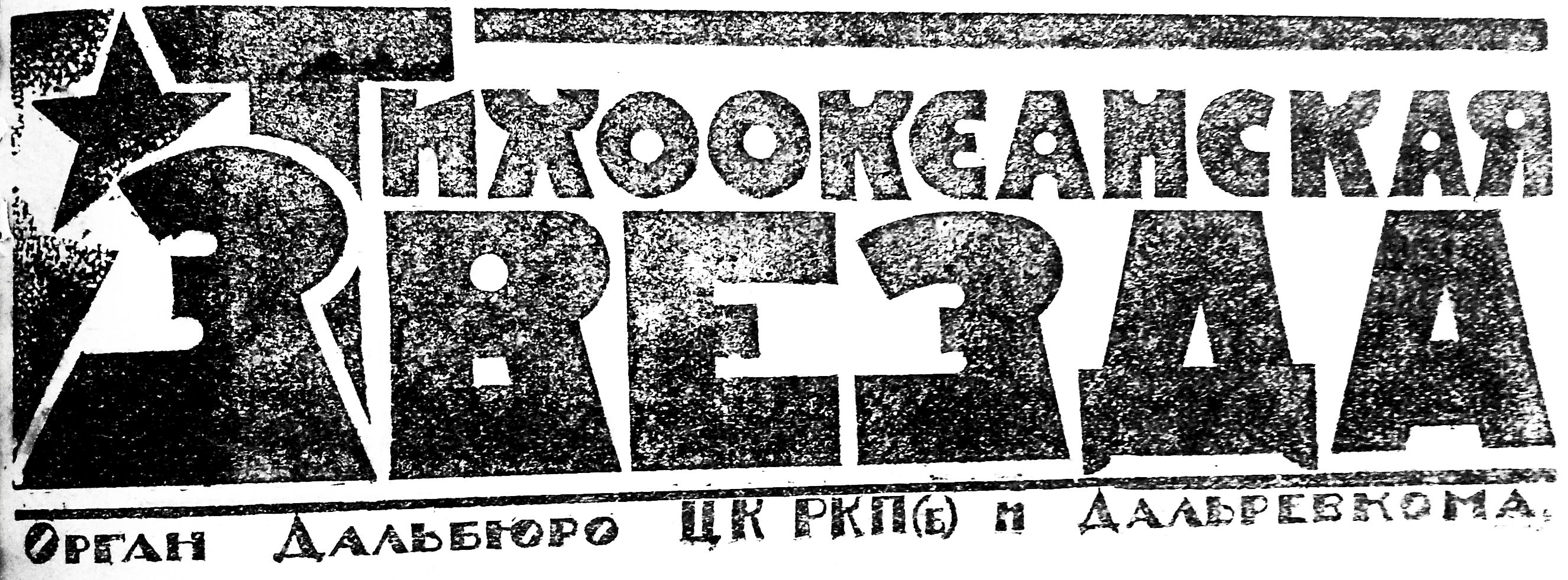
Шапка газеты «Тихоокеанская звезда», 1925 г.

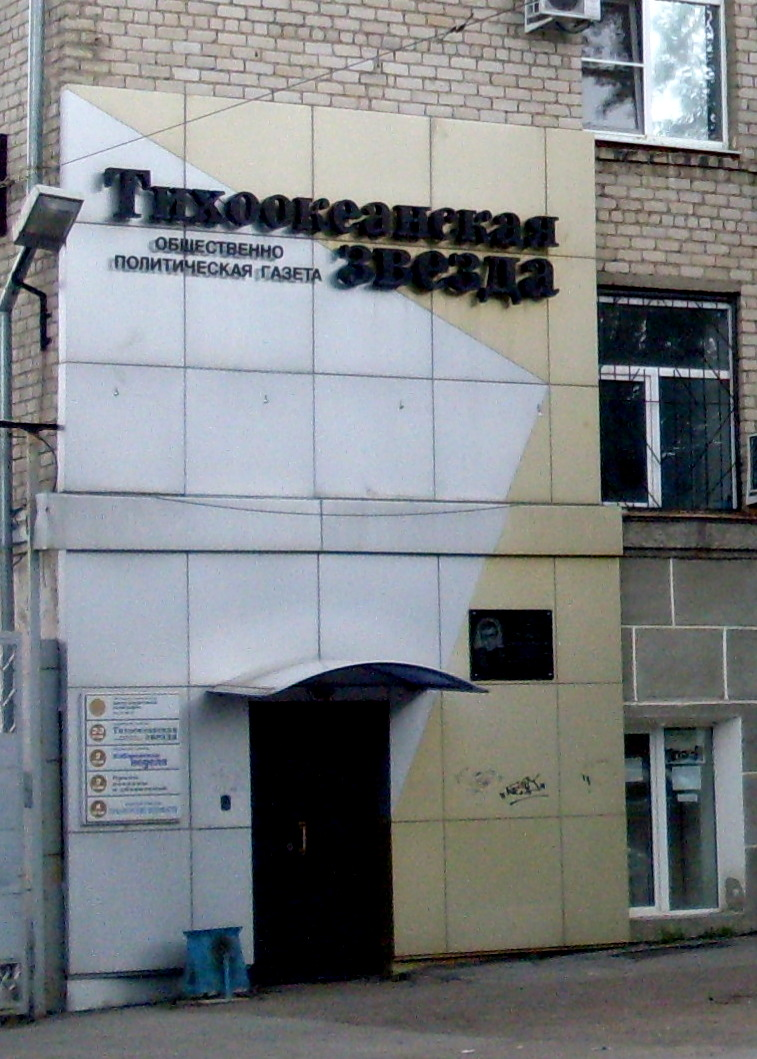
Вход в редакцию газеты «Тихоокеанская звезда»
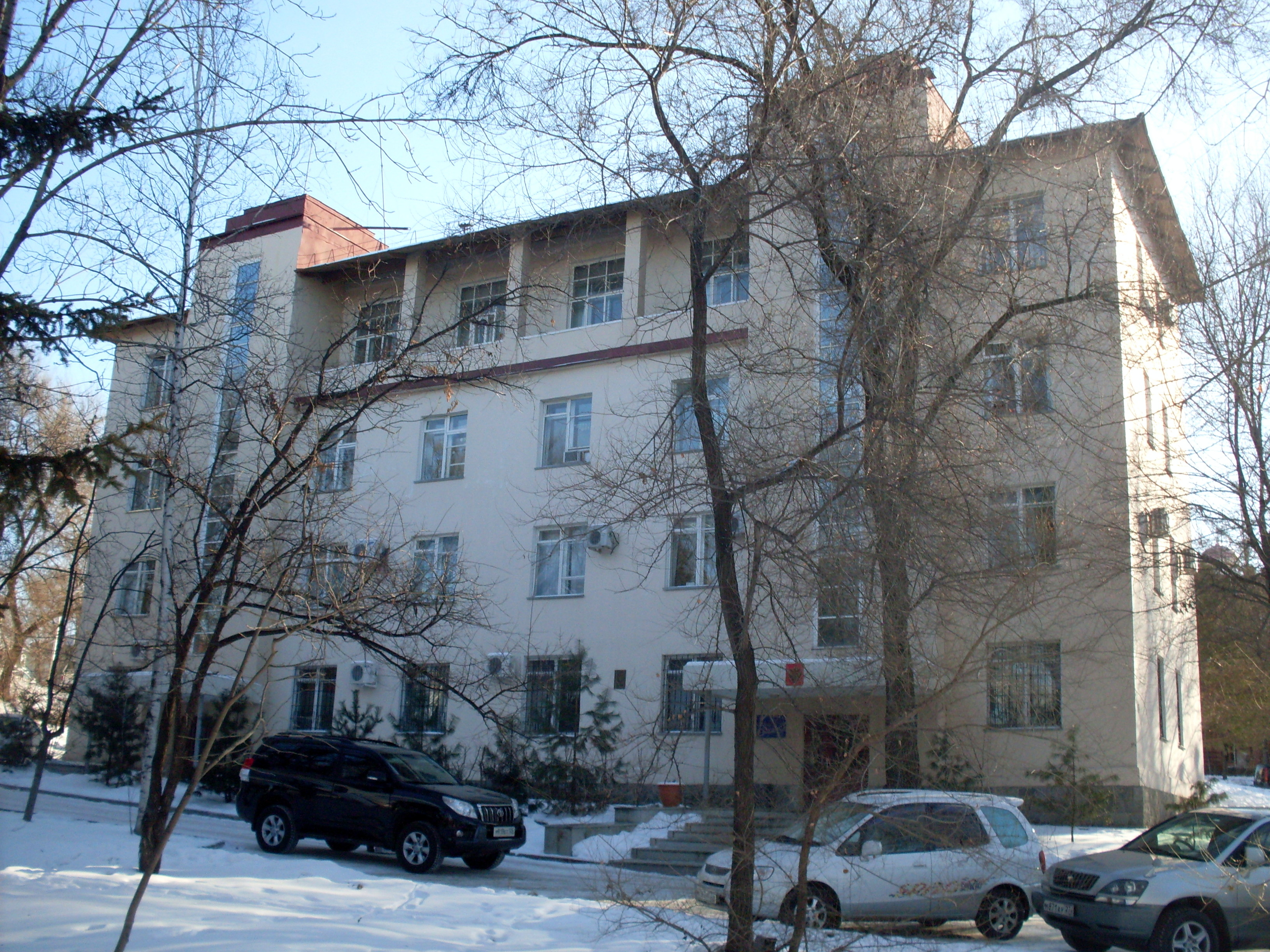
Дом Товарищества работников газеты «Тихоокеанская звезда».
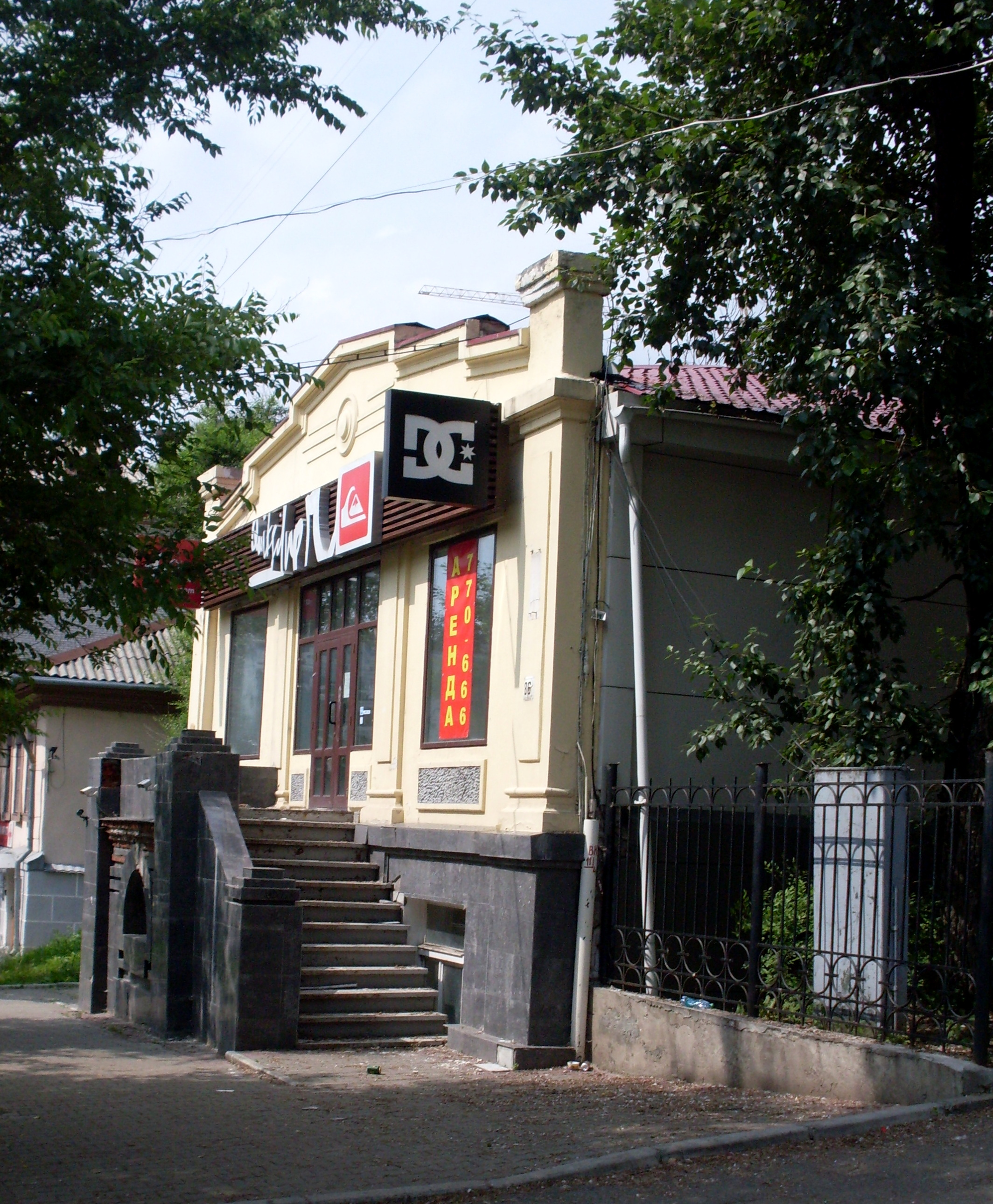
Здание на ул. Калинина в Хабаровске, где размещалась редакция газеты в 1925—1965 годах. В 1956 году на нём была закреплена мемориальная доска памяти Аркадия Гайдара.

| Главные редакторы газеты «Тихоокеанская звезда» [ 18 ] | |                                             |
| Порядок                                                | Имя                                                                                                | Период                                      |
| 1.                                                     | Моисей (Максим) Шаевич (Исаевич) Шнеерсон (Генкин), псевдоним «Максим», подписывался как М. Генкин | 16 апреля 1920—1921                         |
| 2.                                                     | Василий Григорьевич Антонов                                                                        | 1921—1922                                   |
| 3.                                                     | Николай Федорович Чужак-Насимович                                                                  | 1922—1923                                   |
| 4.                                                     | Петр Николаевич Караваев                                                                           | 1923—1924                                   |
| 5.                                                     | Андрей Лукич Сноскарев                                                                             | 1924—1925                                   |
| 6.                                                     | Георгий Александрович Ржанов                                                                       | 1925—1926                                   |
| 7.                                                     | Ян Янович Грунт                                                                                    | 1926—1929                                   |
| 8.                                                     | Лев Лазаревич Паперный                                                                             | 1929—1931                                   |
| 9.                                                     | Иосиф Исаакович Шацкий                                                                             | 1931—1935                                   |
| 10.                                                    | Василий Григорьевич Олишев                                                                         | 1935—1936                                   |
| 11.                                                    | Александр Владимирович Швер                                                                        | 1936 — 2 октября 1937 года                  |
| 12.                                                    | И.Володин Временно исполняющий должность                                                           | 4 октября 1937 года — 2 марта 1938 года     |
| 13.                                                    | Трофим Георгиевич Красильников                                                                     | 3 марта 1938 года — 1943                    |
| 14.                                                    | Алексей Гребнев                                                                                    | 1943—1946                                   |
| 15.                                                    | Николай Ильинский                                                                                  | 1946—1950                                   |
| 16.                                                    | Александр Алексеевич Масунов                                                                       | 1950—1952                                   |
| 17.                                                    | Федор Георгиевич Куликов                                                                           | 1952—1956                                   |
| 18.                                                    | А. Косяк                                                                                           | 1956                                        |
| 19.                                                    | Дмитрий Филиппович Карпов                                                                          | 1956— 17 июля 1962 года                     |
| 20.                                                    | Вениамин Иванович Лысов                                                                            | 24 августа 1962 — 18 февраля 1965 года      |
| 21.                                                    | Федор Георгиевич Куликов                                                                           | 9 марта 1965 года — 11 мая 1973 года        |
| 22.                                                    | Анатолий Константинович Бронников                                                                  | 2 июня 1973 года — 16 августа 1978 года     |
| 23.                                                    | Петр Тимофеевич Перочкин                                                                           | 4 октября 1978 года — 17 сентября 1980 года |
| 24.                                                    | Анатолий Константинович Бронников                                                                  | 15 января 1981 года — 1990                  |
| 25.                                                    | Николай Улаев                                                                                      | 1990—1991                                   |
| 26.                                                    | Сергей Анатольевич Торбин                                                                          | 1991 — 26 декабря 2003 года                 |
| 27.                                                    | Людмила Григорьевна Болдырева                                                                      | с 2003 года                                 |